# Jorge Pinheiro Furtado
Jorge Cândido Cordeiro Pinheiro Furtado (Lisboa, 16 de outubro de 1810 — Lisboa, 29 de janeiro de 1898) foi um oficial do Exército Português que, entre outras funções de relevo, foi Ministro e Secretário de Estado dos Negócios da Guerra do 45.º governo da Monarquia Constitucional, em funções de 17 de janeiro a 27 de maio de 1892, e novamente do 46.º governo da Monarquia Constitucional, em funções de 27 de maio de 1892 a 22 de fevereiro de 1893. Aos 81-82 anos de idade, terá sido o membro do Governo português mais idoso de sempre.

## Biografia
Nasceu em Lisboa, filho de Eusébio Cândido Cordeiro Pinheiro Furtado, oficial de engenharia do Exército Português que terminaria a sua carreira no posto de brigadeiro e nas funções comandante-geral da arma de Engenharia.
Destinado a seguir a carreira de oficial militar, frequentou os estudos preparatório na Escola Politécnica de Lisboa e assentou praça no Exército, passando ao Batalhão de Caçadores n.º 5. Contudo, o período de formação coincidiu com a subida ao poder de D. Miguel e a perseguição feita aos liberais. Seu pai já se encontrava exilado na ilha Terceira e no início de 1829, com 18 anos de idade, resolveu juntar-se a um grupo de militares liberais que se evadiu de Lisboa para a ilha Terceira. Tendo o embarque sido descoberto, a embarcação que os transportava foi perseguida por uma canhoneira das forças navais miguelistas, mas sem sucesso.
Chegado à cidade de Angra, incorporou-se nas forças liberais, nas quais seu pai era tenente-coronel, e participou na defesa da ilha durante a batalha da Praia, ocorrida a 11 de agosto desse ano de 1829. Permaneceu na Terceira durante os anos seguintes, atravessando as díficeis situação e as grandes privações que tiveram de enfrentar as forças liberais acantonadas na ilha. Participou seguidamente campanha dos Açores, estando presente na conquista da ilha do Pico, em 21 de abril de 1831, no recontro da Ladeira do Gato durante a conquista da ilha de São Jorge, a 9 de maio daquele ano, e na  tomada da ilha do Faial, em 23 de junho. Na ocupação da ilha de São Miguel participou na batalha da Ladeira da Velha, travada em 1 de agosto de 1831.
Ainda como cadete no Batalhão de Caçadores n.º 5, integrou o Exército Libertador e fez parte das tropas que protagonizaram o Desembarque do Mindelo, a 8 de julho de 1832, e o Cerco do Porto, tendo-se distinguido na ação de Ponte Ferreira. Foi promovido a alferes, por distinção, em 1832.
Terminada a Guerra Civil Portuguesa, passou a tenente, em 1834, e integrou a Divisão Auxiliar a Espanha (1835-1837), tendo-se destacado de tal forma que foi condecorado com a Cruz Laureada de San Fernando e recebeu a Cruz Militar de 1.ª classe.
Foi promovido a capitão em 1840, a major do Exército Ultramarino em 1845, sendo então nomeado comandante da artilharia de Cabo Verde. Em 1851 foi promovido a major do Exército Metropolitano, em 1861 a tenente-coronel e em 1864 a coronel. Neste posto foi comandante do Regimento de Infantaria n.º 1 e do Regimento de Infantaria n.º 18. 
Foi promovido ao posto de general-de-brigada em 1875 e a general-de-divisão em 1884, sendo então nomeado inspector da arma de Artilharia. Em 1889 foi nomeado comandante da Divisão Militar do Porto (a 3.ª Divisão Militar). Em 1891 foi nomeado ajudante-de-campo honorário do rei D. Carlos.
Em 1892, aos 81 anos de idade, aceitou o cargo de Ministro e Secretário de Estado dos Negócios da Guerra do 45.º governo da Monarquia Constitucional, presidido por José Dias Ferreira, em funções de 17 de janeiro a 27 de maio de 1892. Tendo este governo sido exonerado, transitou nas mesmas funções para o 46.º governo da Monarquia Constitucional, também presidido por José Dias Ferreira, em funções de 27 de maio de 1892 a 22 de fevereiro de 1893. Aos 83 anos de idade ainda montava lestamente um cavalo.
Além de condecorações estrangeiras, foi agraciado com a grã-cruz da Ordem de Avis e era comendador da Ordem da Torre e Espada e da Ordem de Santiago e cavaleiro da Ordem Militar de Nossa Senhora da Conceição de Vila Viçosa.